# Raphael Dwamena
Raphael Dwamena (12 tháng 9 năm 1995 – 11 tháng 11 năm 2023) là một cố cầu thủ bóng đá chuyên nghiệp người Ghana thi đấu ở vị trí tiền đạo.

## Sự nghiệp câu lạc bộ

### Đầu sự nghiệp
Sinh ra ở Nkawkaw, Dwamena thi đấu và tập luyện với Red Bull Ghana tại Giải đấu Quốc tế ở Croix, Pháp. Năm 2013, Dwamena giúp đội U-17 giành huy chương bạc và được vinh danh là Cầu thủ xuất sắc nhất giải đấu. Trước khi trở về Ghana, Dwamena và đồng đội của anh, David Atanga, lần đầu đến Áo để thử việc tại Red Bull Salzburg.
Dwamena gia nhập đội trẻ Salzburg vào tháng 1 năm 2014, và ngay lập tức trở thành cầu thủ chủ chốt của đội U-18. Trong một giải đấu vào tháng 6, anh đã ghi bảy bàn sau bốn trận. Dù Salzburg chỉ về đích ở vị trí thứ ba nhưng anh đã giành được Chiếc giày vàng.

### FC Liefering
Vào tháng 7 năm 2014, Dwamena được cho mượn tại FC Liefering. Anh ra mắt chuyên nghiệp vào ngày 18 tháng 7 ở phút thứ 82 trong chiến thắng 3–0 trước Hartberg và được thay ra cho Nikola Dovedan. Anh là một trong sáu cầu thủ Liefering ra mắt chuyên nghiệp vào ngày hôm đó. Anh đã chơi thêm một trận nữa trong mùa giải đó.
Trong mùa giải 2015–16, Dwamena có trận đá chính đầu tiên cho Liefering vào ngày 21 tháng 8 trong trận gặp Wiener Neustadt. Anh đã chơi 90 phút thay cho Smail Prevljak. Vào ngày 18 tháng 9, trong trận đá chính thứ năm liên tiếp, anh đã ghi bàn thắng chuyên nghiệp đầu tiên trong chiến thắng 4–1 trước Austria Klagenfurt.

### Austria Lustenau
Dwamena đã có nửa mùa giải thành công với Austria Lustenau sau khi ghi 18 bàn sau 20 trận trước khi chuyển đến FC Zürich.

### FC Zürich
Raphael Dwamena hoàn tất vụ chuyển nhượng đến FC Zürich vào ngày 27 tháng 1 năm 2017. Anh đã tạo ra tầm ảnh hưởng tại đội bóng mới bằng việc ghi 12 bàn sau 18 trận và đồng thời giúp Zürich thăng hạng lên Giải bóng đá vô địch quốc gia Thụy Sĩ.
Trong trận ra mắt giải đấu, Dwamena đã ghi hai bàn vào lưới Grasshoppers.
Vào ngày 21 tháng 8 năm 2017, Zürich đã đồng ý mức phí với câu lạc bộ Brighton & Hove Albion tại Premier League cho vụ chuyển nhượng của Dwamena. Anh chuẩn bị gia nhập Brighton với điều kiện phải vượt qua cuộc kiểm tra y tế, xin giấy phép lao động và giấy phép quốc tế. Thế nhưng, thỏa thuận này thất bại sau khi Dwamena không vượt qua cuộc kiểm tra y tế do bệnh tim.

### Levante và cho mượn tại Zaragoza
Vào ngày 7 tháng 8 năm 2018, Dwamena ký hợp đồng 4 năm với Levante UD tại La Liga. Ngày 16 tháng 7 sau đó, anh được cho mượn tại Real Zaragoza trong vòng một năm.
Vào tháng 10 năm 2019, sau khi tiến hành các cuộc kiểm tra về tình trạng tim của anh, các bác sĩ đã khuyến nghị anh nên giải nghệ bóng đá. Anh quay trở lại với máy khử rung tim cấy ghép vào tháng 1 năm 2020.

### Vejle
Vào ngày 20 tháng 8 năm 2020, Dwamena chuyển đến Vejle Boldklub tại Giải bóng đá vô địch quốc gia Đan Mạch. Anh đã ghi bàn trong trận ra mắt ở Superliga khi Vejle thua 4–2 trước AGF. Anh đã bị rút khỏi các hoạt động của đội bóng sau khi phát hiện các biến chứng về bệnh tim của anh trước trận gặp AaB. Vào thời điểm đó, anh đã có 5 lần ra sân cho câu lạc bộ và ghi hai bàn.
Do tình trạng tim và một số tình trạng đáng lo ngại, Vejle xác nhận vào ngày 26 tháng 10 năm 2020 rằng anh không thể thi đấu trong một thời gian. Vào tháng 11 năm 2020, giám đốc thể thao của câu lạc bộ tuyên bố rằng Dwamena đã chơi trận cuối cùng cho câu lạc bộ.

### Quay trở lại Áo
Vào ngày 25 tháng 6 năm 2021, Dwamena trở lại Áo và ký hợp đồng hai năm với Blau-Weiß Linz. Vào ngày 28 tháng 10 năm 2021, anh ngã gục trên sân trong trận đấu ở Cúp bóng đá Áo với TSV Hartberg. Anh đã hồi phục trong bệnh viện và sự nghiệp của anh ở Áo kết thúc.

### BSC Old Boys
Vào tháng 9 năm 2022, Dwamena trở lại bóng đá bằng việc ký hợp đồng với đội hạng năm Thụy Sĩ, BSC Old Boys. Vào ngày 3 tháng 9 năm 2022, anh ghi bàn trong trận ra mắt, chiến thắng 2-1 trước FC Regensdorf.

### Egnatia
Vào tháng 12 năm 2022, Dwamena gia nhập Egnatia Rrogozhinë với tư cách là cầu thủ tự do. Anh đã ký hợp đồng một năm rưỡi và sau đó được gia hạn thành 2 năm. Vào ngày 13 tháng 7 năm 2023, Dwamena ghi hai bàn thắng đầu tiên ở các giải đấu châu Âu, ghi một cú đúp cho Egnatia trong trận hòa 4-4 với FC Ararat-Armenia tại UEFA Europa Conference League.

## Sự nghiệp quốc tế
Dwamena không chơi cho các đội tuyển trẻ quốc gia Ghana. Anh được gọi vào đội tuyển quốc gia trong danh sách sơ bộ 30 cầu thủ tham dự Cúp bóng đá châu Phi 2017 nhưng đã bị loại khỏi đội hình 23 cầu thủ.
Dwamena ra mắt quốc tế vào ngày 11 tháng 6 năm 2017, trong trận đấu tại vòng loại Cúp bóng đá châu Phi gặp Ethiopia, nơi anh ghi một cú đúp để đánh dấu kỷ nguyên mới của các cầu thủ trẻ được đưa lên đội tuyển quốc gia.

## Đời tư
Dwamena được chẩn đoán mắc chứng rối loạn nhịp thất vào năm 2017. Vào tháng 1 năm 2020, khi còn thi đấu cho Levante UD, anh đã được cấy máy khử rung tim cấy ghép (ICD) thông qua phẫu thuật, giúp câu lạc bộ của anh có thể theo dõi trái tim của anh trong các trận đấu. Vào tháng 10 năm 2020, ICD cho thấy những giá trị được coi là quá cao và kết quả là câu lạc bộ của anh vào thời điểm đó, Vejle Boldklub, đã rút anh khỏi các hoạt động của đội.
Vào tháng 10 năm 2021, trong trận đấu giữa Blau-Weiss Linz với Hartberg tại Cúp bóng đá Áo, Dwamena ngã gục trên sân do bị sốc bởi ICD và nhanh chóng ổn định.

## Qua đời
Vào ngày 11 tháng 11 năm 2023, Dwamena bị ngừng tim và ngã gục trên sân ở phút thứ 23 của trận đấu tại vòng 13 giữa Egnatia và Partizani tại Kategoria Superiore. Anh sau đó qua đời trên đường đến Bệnh viện Kavajë, ở tuổi 28. Tất cả các sự kiện thể thao ở Albania đều bị hoãn hoặc hủy sau cái chết của anh. Bác sĩ tim mạch của anh tiết lộ rằng ông đã quyết định loại bỏ ICD một năm trước.

## Thống kê sự nghiệp

### Câu lạc bộ
| Câu lạc bộ          | Mùa giải            | Giải đấu                               | Giải đấu | Giải đấu | Cúp quốc gia | Cúp quốc gia | Châu lục | Châu lục | Khác | Khác | Tổng cộng | Tổng cộng |
| Câu lạc bộ          | Mùa giải            | Hạng đấu                               | Trận     | Bàn      | Trận         | Bàn          | Trận     | Bàn      | Trận | Bàn  | Trận      | Bàn       |
| ------------------- | ------------------- | -------------------------------------- | -------- | -------- | ------------ | ------------ | -------- | -------- | ---- | ---- | --------- | --------- |
| Liefering           | 2014–15             | Giải bóng đá hạng nhất quốc gia Áo     | 2        | 0        | 0            | 0            | –        | –        | 0    | 0    | 2         | 0         |
| Liefering           | 2015–16             | Giải bóng đá hạng nhất quốc gia Áo     | 25       | 6        | 0            | 0            | –        | –        | 0    | 0    | 25        | 6         |
| Liefering           | Tổng cộng           | Tổng cộng                              | 27       | 6        | 0            | 0            | 0        | 0        | 0    | 0    | 27        | 6         |
| Austria Lustenau    | 2016–17             | Giải bóng đá hạng nhất quốc gia Áo     | 20       | 18       | 2            | 3            | –        | –        | 0    | 0    | 22        | 21        |
| Zürich              | 2016–17             | Swiss Challenge League                 | 18       | 12       | 1            | 0            | –        | –        | 0    | 0    | 19        | 12        |
| Zürich              | 2017–18             | Giải bóng đá vô địch quốc gia Thụy Sĩ  | 32       | 9        | 4            | 4            | –        | –        | 0    | 0    | 36        | 13        |
| Zürich              | 2018–19             | Giải bóng đá vô địch quốc gia Thụy Sĩ  | 1        | 0        | 0            | 0            | –        | –        | 0    | 0    | 1         | 0         |
| Zürich              | Tổng cộng           | Tổng cộng                              | 51       | 21       | 5            | 4            | 0        | 0        | 0    | 0    | 56        | 25        |
| Levante             | 2018–19             | La Liga                                | 12       | 0        | 3            | 1            | –        | –        | 0    | 0    | 15        | 1         |
| Zaragoza            | 2019–20             | Segunda División                       | 9        | 2        | 0            | 0            | –        | –        | 0    | 0    | 9         | 2         |
| Vejle               | 2020–21             | Giải bóng đá vô địch quốc gia Đan Mạch | 5        | 2        | 0            | 0            | –        | –        | 0    | 0    | 5         | 2         |
| Blau-Weiß Linz      | 2021–22             | Giải bóng đá hạng nhất quốc gia Áo     | 3        | 0        | 0            | 0            | –        | –        | 0    | 0    | 3         | 0         |
| BSC Old Boys        | 2022–23             | 2. Liga Interregional                  | 11       | 8        | 0            | 0            | –        | –        | 0    | 0    | 11        | 8         |
| Egnatia Rrogozhinë  | 2022–23             | Kategoria Superiore                    | 18       | 11       | 6            | 1            | –        | –        | 0    | 0    | 24        | 12        |
| Egnatia Rrogozhinë  | 2023–24             | Kategoria Superiore                    | 11       | 9        | 0            | 0            | 2        | 3        | 0    | 0    | 13        | 12        |
| Egnatia Rrogozhinë  | Tổng cộng           | Tổng cộng                              | 29       | 20       | 6            | 1            | 2        | 3        | 0    | 0    | 37        | 24        |
| Tổng cộng sự nghiệp | Tổng cộng sự nghiệp | Tổng cộng sự nghiệp                    | 167      | 77       | 16           | 9            | 2        | 3        | 0    | 0    | 185       | 89        |

### Quốc tế
| Đội tuyển quốc gia | Năm       | Trận | Bàn thắng |
| ------------------ | --------- | ---- | --------- |
| Ghana              | 2017      | 3    | 2         |
| Tổng cộng          | Tổng cộng | 3    | 2         |

Tỷ lệ và kết quả liệt kê bàn thắng đầu tiên của Ghana, cột điểm cho điểm biết sau mỗi bàn thắng của Dwamena.
| # | Thời gian           | Địa điểm                              | Đối thủ  | Ghi bàn | Kết quả | Giải đấu                            |
| - | ------------------- | ------------------------------------- | -------- | ------- | ------- | ----------------------------------- |
| 1 | 11 tháng 6 năm 2017 | Sân vận động Baba Yara, Kumasi, Ghana | Ethiopia | 4–0     | 5–0     | Vòng loại Cúp bóng đá châu Phi 2019 |
| 2 | 11 tháng 6 năm 2017 | Sân vận động Baba Yara, Kumasi, Ghana | Ethiopia | 5–0     | 5–0     | Vòng loại Cúp bóng đá châu Phi 2019 |

## Danh hiệu

### Câu lạc bộ
FC Zürich
- Giải bóng đá hạng hai quốc gia Thụy Sĩ: 2016–17
- Cúp bóng đá Thụy Sĩ: 2017–18[39][40]

KF Egnatia
- Cúp bóng đá Albania: 2022–23